# ロバート・バルフォア (初代準男爵)
初代準男爵サー・ロバート・バルフォア（Sir Robert Balfour, 1st Baronet、1844年3月6日 - 1929年11月4日）は、スコットランド自由党に所属した、スコットランドの政治家で、1906年から1922年までイギリス議会の庶民院議員を務めた。バルフォアは、1906年から1918年までパーティック選挙区、1918年から1922年まではグラスゴー・パーティック選挙区から選出された議員であった。

## 背景
1844年にファイフのラーゴに近いピルミュア (Pilmuir) に、ジェームズ・バルフォア (James Balfour) の息子として生まれた。セント・アンドルーズのマドラス・カレッジに学んだ。後には、リヴァプール出身のジョセフィン・マリー・ビーズリー (Josephine Maria Beazley) と結婚した。夫妻の間には息子2人が生まれた。

## 実業
1863年、彼は商社 Balfour, Williamson & Co. に参加した。1869年から1893年まで、彼はサンフランシスコに駐在した。1893年から1899年まではリヴァプール駐在となり、1899年以降はロンドンを拠点とした。

## 政治
1906年イギリス総選挙で、バルフォアはグラスゴーの選挙区から選出されて国会議員となった。次の1910年1月の総選挙でも彼は再選され、そのまた次の1910年12月の総選挙でも再選された。1918年の総選挙では、デビッド・ロイド・ジョージの連立政権の支持を表明し、「クーポン (coupon)」と称されたロイド・ジョージと保守党党首ボナー・ロー連名の推薦書を受けた。バルフォアは1922年イギリス総選挙の直前に政界を引退した。
1911年2月3日、バルフォアは準男爵に叙された。彼に与えられたバルフォア男爵位は、彼の死によって1929年に廃された。